# Tracheloteina virgo
Tracheloteina virgo är en fjärilsart som beskrevs av László Anthony Gozmány. Tracheloteina virgo ingår i släktet Tracheloteina och familjen äkta malar. Inga underarter finns listade i Catalogue of Life.